# Спарток V
Спарток V (умер в 180/178 до н. э.) — царь (базилевс) Боспорского государства приблизительно в 210/200-180/178 годах до н. э. из династии Спартокидов. Внук Перисада II, сын Спартока IV.

## Биография
О Спартоке V мало что известно, так как учёные располагают только скудными эпиграфическими и литературными источниками.
Спарток V вступил на престол царства после смерти архонта Гигиенонта. Сами даты правления и последовательность правления последних базилевсов Боспора не ясна. Из одной надписи, найденной в святилище Аполлона в Дидиме близ Милета, известно, что в 178—176 годах до н. э. Камасария и Перисад III сделали какие-то посвящения. Следовательно, Спарток V правил раньше 178 года до н. э. В почётном декрете из Дельф, датируемом приблизительно 170 годом до н. э., вынесена им благодарность за дары. Исходя из этих дат считается, что Камасария какое-то время правила единолично, а потом была соправительницей своего мужа.
При Спартоке V возобновилась чеканка в Пантикапее медной монеты. Наряду со скульптурой, началось массовое производство глиняной пластики. В городах Боспора найдены остатки мастерских коропластов, а также многочисленные формы для изготовления статуэток. В III—I веках до н. э. было создано множество новых терракот Афродиты, Эрота, Диониса и его свиты, а также жанровых статуэток, среди которых нередко встречаются всадники разных типов. Начиная со времен правления Спартока V, культ Афродиты приобрёл большое значение и популярность, в результате чего Афродита уже предстает как главная покровительница и сакральная царица на Боспоре.